# رامین داوودی
رامین داودی (زادهٔ ۵ مهر ۱۳۷۶ در ایذه) یک بازیکن فوتبال اهل ایران است که در پست وینگر چپ بازی می‌کند.